# 楊秀玉
楊秀玉（1967年9月17日—），中華民國親民黨籍政治人物，現任基隆市議會副議長、議員，曾為基隆市議員王翔鐘助理，後於七堵區接棒參選議員。2023年11月起，為僅以親民黨參政的唯一公職。

## 經歷
楊秀玉畢業於國立空中大學生活學系。2022年12月25日，楊秀玉與民主進步黨籍童子瑋搭配參選正副議長並成功當選。

## 外部連結
- 楊秀玉的Facebook專頁